# 로라 미셸 켈리
로라 미셸 켈리(Laura Michelle Kelly, 1981년 3월 4일 ~ )는 잉글랜드의 배우, 가수이다. 2004년 웨스트엔드에서 초연한 뮤지컬 《메리 포핀스》에서 주인공 메리 포핀스 역을 맡아 2005년 로런스 올리비에상 뮤지컬 부문 여우주연상을 수상하였다.

## 출연 작품

### 영화
- 스위니 토드: 어느 잔혹한 이발사 이야기 (2007)
- 엄마는 인터넷 스타 (2013, Goddess)

### 텔레비전
- 아가사 크리스티: 미스 마플 (2007) - 복수의 여신(Nemesis) 편